# Billy Price
Billy Price (Austintown, 12 ottobre 1995) è un ex giocatore di football americano statunitense che ha militato nel ruolo di centro nella National Football League (NFL).

## Carriera universitaria
Al college Price giocò a football con gli Ohio State Buckeyes dal 2014 al 2017. Nella prima stagione vinse il campionato NCAA mentre nell'ultima vinse il Rimington Trophy, fu premiato come offensive lineman dell'anno della Big Ten Conference e fu votato unanimemente come All-American.

## Carriera professionistica

### Cincinnati Bengals
Il 26 aprile 2018 Price fu scelto come 21º assoluto nel Draft NFL 2018 dai Cincinnati Bengals. Debuttò come professionista partendo come titolare nella gara del primo turno contro gli Indianapolis Colts. La settimana successiva si infortunò a un piede saltando 6 partite. Chiuse la prima stagione con 10 presenze, tutte come titolare, venendo inserito nella formazione ideale dei rookie dalla Pro Football Writers Association.
Il 28 aprile 2021 i Bengals rinunciarono all'opzione per prolungare il contratto da rookie di Price per un quinto anno, rendendolo quindi free agent al termine della stagione 2022.

### New York Giants
Il 30 agosto 2021 Price fu scambiato con i New York Giants per il defensive tackle B.J. Hill. Price giocò da titolare 15 gare della stagione 2021 con i Giants, permettendo solo due sack del suo quarterback.

### Las Vegas Raiders
Il 14 settembre 2022 Price firmò per la squadra di allenamento dei Las Vegas Raiders.

### Arizona Cardinals
Il 4 ottobre 2022 Price firmò con il roster attivo dei Arizona Cardinals. Price fu nominato centro titolare per la gara della settimana 7 dopo l'infortunio al ginocchio di Rodney Hudson.

### New Orleans Saints
Il 15 giugno 2023 Price firmò con i New Orleans Saints. Il 20 luglio fu svincolato.

### Dallas Cowboys
Il 27 settembre 2023 Price firmò con la squadra di allenamento dei Dallas Cowboys. Il suo contratto terminò il 14 gennaio 2024.

### Ritiro
Il 24 aprile 2024 Price fu sottoposto ad un intervento chirurgico d'urgenza per un'embolia polmonare causata da un coagulo: un mese dopo annunciò il suo ritiro dal football professionistico, essendo a rischio di emorragia interna dovendo assumere degli anticoagulanti per tenere sotto controllo la sua salute.

## Palmarès
- PFWA All-Rookie Team - 2018